# Megalopalpus gigas
Megalopalpus gigas är en fjärilsart som beskrevs av Bethune-Baker 1914. Megalopalpus gigas ingår i släktet Megalopalpus och familjen juvelvingar. Inga underarter finns listade i Catalogue of Life.